# Filmový průmysl

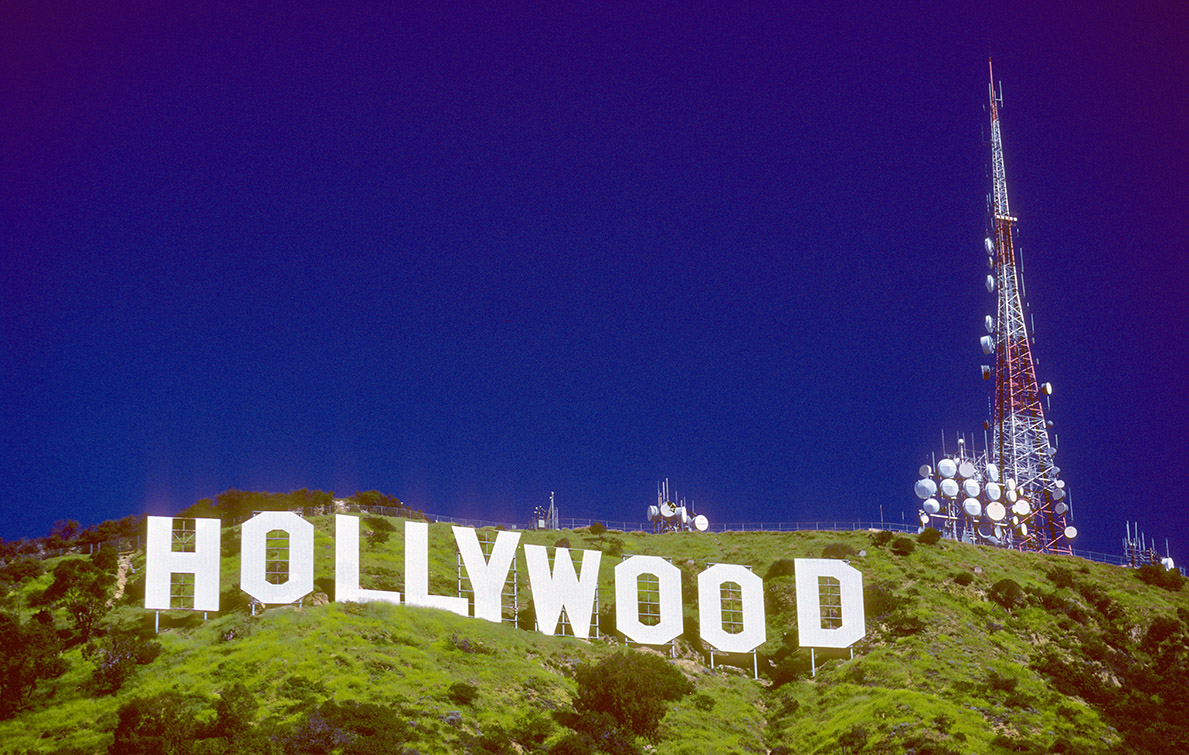
Slavný nápis Hollywood v Los Angeles

Filmový průmysl sestává z technologických a komerčních institucí vyrábějících filmy, například z filmových produkčních společností, filmových studií, kinematografie, psaní scénářů, předprodukce, produkce, postprodukce, filmových festivalů, distribuce filmů, z režisérů, herců a dalších členů filmového štábu.
I když výdaje spojené s výrobou filmů vedly filmovou produkci k tomu, aby se spojila pod záštitou produkční společnosti, pokrok ve vývoji vybavení užívaného při výrobě filmů a nárůst příležitostí k získání investic mimo filmový průmysl umožnily produkci nezávislých filmů vlastní rozvoj.